# Fagani jezik
Fagani jezik (faghani; ISO 639-3: faf; Faghani), austronezijski jezik jugoistočne solomonske skupine, kojim govori oko 900 ljudi (1999 SIL) na sjeverozapadu otoka Makira u Solomonskim otocima.
Jedan je od pet san cristobalskih jezika kojima još pripadaju arosi [aia], bauro [bxa], kahua [agw] i owa [stn]. Dijalekti: fagani, rihu’a i agufi.

## Vanjske poveznice
- Ethnologue (14th)
- Ethnologue (15th)